# Christopher B. Murray
Christopher B. Murray  ist ein US-amerikanischer Chemiker.
Murray studierte ab 1985 Chemie an der St. Mary’s University in Halifax mit dem Bachelor-Abschluss summa cum laude 1988 und war 1989 als Rotary International Fellow an der University of Auckland. Ab 1990 studierte er am Massachusetts Institute of Technology, an dem er 1995 in Physikalischer Chemie promoviert wurde. Ab 1995 war er Wissenschaftler bei IBM am Thomas J. Watson Research Center und leitete dort 2000 bis 2006 eine Abteilung für Nanomaterialien mit Anwendung in der Informatik. Ab 2007 war er Professor an der University of Pennsylvania (Richard Perry University Professor für Chemie, Materialwissenschaften und Ingenieurswesen).
Er befasst sich mit Synthese von Nanokristallen (Materialien mit Abmessungen von 1 bis 50 Nanometern), deren Selbstorganisationseigenschaften und Erzeugung von mesoskopischen Materialien mit neuen Eigenschaften.
Murray gehört zu den Clarivate Citation Laureates (2020). Eine Arbeit von ihm, Moungi Bawendi und D. J. Norris wurde über 13.000 Mal zitiert (2020).
Die Universität Utrecht verlieh ihm 2011 den Ehrendoktortitel. 2019 wurde er Mitglied der National Academy of Engineering für Erfindung und Entwicklung von solvothermaler Synthese von monodispersen Nanokristall-Quantenpunkten für Bildschirme, Photovoltaik und Speicher.

## Schriften (Auswahl)
- C. B. Murray, D. J. Norris, M. G. Bawendi, Synthesis and characterization of nearly monodisperse CdE (E= sulfur, selenium, tellurium) semiconductor nanocrystallites, Journal of the American Chemical Society, Band 115, 1993, S. 8706–8715
- mit C. R. Kagan, M. Nirmal, M. G. Bawendi: Electronic energy transfer in CdSe quantum dot solids, Phys. Rev. Lett., Band 76, 1996, S. 1517
- mit C. R. Kagan, M. G. Bawendi: Long-range resonance transfer of electronic excitations in close-packed CdSe quantum-dot solids, Phys. Rev. B, Band 54, 1996, S. 8633
- mit S. Sun: Synthesis of monodisperse cobalt nanocrystals and their assembly into magnetic superlattices, Journal of Applied Physics, Band 85, 1999, S. 4325–4330
- mit S. Sun, D. Weller, L. Folks, A. Moser: Monodisperse FePt nanoparticles and ferromagnetic FePt nanocrystal superlattices, Science, Band 287, 2000, S. 1989–1992
- mit C. T. Black, R. L. Sandstrom, S. Sun: Spin-dependent tunneling in self-assembled cobalt-nanocrystal superlattices, Science, Band 290, 2000, S. 1131–1134
- mit C. R. Kagan, M. G. Bawendi: Synthesis and characterization of monodisperse nanocrystals and close-packed nanocrystal assemblies, Annual Review of Materials Science, Band 30, 2000, S. 545–610
- mit S. Sun, W. Gaschler, H. Doyle, T. A. Betley, C. R. Kagan: Colloidal synthesis of nanocrystals and nanocrystal superlattices, IBM Journal of Research and Development, Band 45, 2001, S. 47–56
- mit F. X. Redl, K. S. Cho, S. O’Brien: Three-dimensional binary superlattices of magnetic nanocrystals and semiconductor quantum dots, Nature, Band 423, 2003, S. 968–971
- mit E. V. Shevchenko, D. V. Talapin, N. A. Kotov, S. O’Brien: Structural diversity in binary nanoparticle superlattices, Nature, Band 439, 2006, S. 55–59
- mit D. V. Talapin: PbSe nanocrystal solids for n-and p-channel thin film field-effect transistors, Science, Band 310, 2005, S. 86–89
- mit K. S. Cho, D. V. Talapin, W. Gaschler: Designing PbSe nanowires and nanorings through oriented attachment of nanoparticles, Journal of the American Chemical Society, Band 127, 2005, S. 7140–7147
- mit M. V. Kovalenko u. a.: Prospects of nanoscience with nanocrystals, ACS nano, Band 9, 2015, S. 1012–1057